# Björn Skifs
Björn Skifs (Vansbro, condado de Dalarna, 20 de Abril de 1947) é um cantor, ator e roteirista sueco.

## Música
Na década de 1970, como líder do grupo sueco Blue Swede alcançou o 1º lugar do top americano com a versão do tema Hooked on a feelin' do cantor B. J. Thomas.
Skifs participou por duas vezes no Festival Eurovisão da Canção:
- Em 1978, no festival realizado em Paris , com a canção Det blir alltid värre framåt natten, onde começou a cantar umas palavras sem sentido, pois esquecera a letra em sueco. Com esta canção obteve o 14º lugar.
- Três anos depois (1981), em Dublin voltou a representar o seu país com a canção "Fångad i en dröm" (Capturado por um sonho). Com esta canção alcançou o 10º lugar.

Em 1984 Povel Ramel entregou-lhe o Karamelodiktstipendiet.

## Discografia
- 1967 - Bubbles
- 1968 - Sweet Ruth in Slam Creepers
- 1969 - From both sides now
- 1970 - Every bit of my life
- 1971 - Opopoppa
- 1972 - Blåblus
- 1973 - Pinewood rally
- 1974 - Out of the blue
- 1975 - Schiffz
- 1977 - Watch out!
- 1978 - Björns bästa
- 1979 - Split vision
- 1980 - Zkiffz
- 1981 - SPÖK!
- 1981 - Björns ballader
- 1983 - If...Then...
- 1985 - Vild honung
- 1987 - Zick Zack
- 1997 - 50/50
- 2001 - Back on track
- 2002 - Ingen annan
- 2004 - Skifs Hits!
- 2005 - Decennier...Sånger från en annan tid
- 2007 - Eye to eye

## Cinema
Como ator Björn Skifs participou em várias séries e filmes de seu país natal, a saber:
- Snövit och de sju små dvärgarna, (1973), como professor;
- Julis Juskötare, (1978), uma minissérie no papel de Julius;
- Sverige åt svenskarna, (1980), no papel de um monge sueco;
- En flicka på halsen, (1982), como Johan;
- Privatdeckarna: uppdrag Gran Canaria, (1984), como Falk;
- Smugglarkungen, (1985), como Axel Winkel;
- Strul, (1988), como Conny e Rutger Jönåker;
- Joker, (1991), como Nicke;
- Drömkåken, (1993), como Göran, e
- Förmannen som försvann, (1997), uma série televisiva.

## Roteirista
Foi roteirista dos seguintes filmes suecos:
- Strul (1988)
- Joker (1991)